# Municipal Limeño
Club Deportivo Municipal Limeño – salwadorski klub piłkarski z siedzibą w mieście Santa Rosa de Lima, w departamencie La Unión. Występuje w rozgrywkach Primera División. Domowe mecze rozgrywa na obiekcie Estadio Dr. Ramón Flores.

## Osiągnięcia

### Krajowe
- Primera División

| zwycięstwo (0):     | –                                      |
| drugie miejsce (4): | 1999 (A), 2000 (A), 2024 (C), 2025 (C) |

## Historia
Klub został założony we wrześniu 1949. W 1972 roku wywalczył historyczny awans do najwyższej klasy rozgrywkowej. Spędził w niej cztery lata (1972–1976), po czym zanotował relegację do drugiej ligi. Kolejny raz klub wywalczył promocję do Primera División w 1993 roku i tym razem występował na najwyższym szczeblu przez dwanaście lat (1993–2005). Wówczas także wywalczył dwa pierwsze duże osiągnięcia, dwukrotnie zostając wicemistrzem Salwadoru (Apertura 1999, Apertura 2000). W 2005 roku ekipa zanotowała relegację do drugiej ligi.
W 2009 roku Municipal Limeño wykupił licencję klubu CD Chalatenango i powrócił do Primera División, by spaść z niej zaledwie po roku. W 2016 roku zespół po raz kolejny wywalczył promocję na najwyższy szczebel rozgrywkowy. W 2020 roku Municipal Limeño po raz pierwszy awansował do rozgrywek międzynarodowych (Liga CONCACAF), zastępując Once Deportivo jako jednego z reprezentantów Salwadoru w wyniku zmiany zasad kwalifikacji wobec przerwania ligi z powodu pandemii COVID-19. Po siedmiu latach (2015–2022) klub zanotował spadek do drugiej ligi, lecz powrócił do Primera División już w 2023 roku za sprawą wykupienia licencji Atlético Marte.

### Rozgrywki międzynarodowe
| Sezon | Rozgrywki     | Runda | Klub  | Dom | Wyjazd | Ogólnie |
| ----- | ------------- | ----- | ----- | --- | ------ | ------- |
| 2020  | Liga CONCACAF | 1/8   | Forge | 1:2 | –      | 1:2     |